# Quần đảo Senyavin

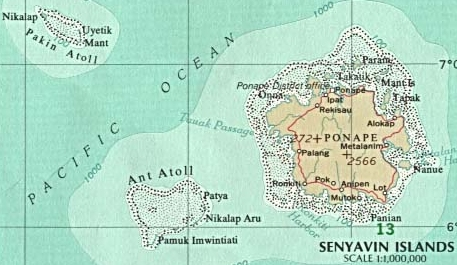
Quần đảo Senyavin (Pohnpei cùng với hai rạn san hô vòng)

Quần đảo Senyavin là một quần đảo trên Thái Bình Dương thuộc Liên bang Micronesia. Quần đảo này bao gồm đảo Pohnpei (diện tích khoảng 334 km²) và hai rạn san hô vòng: Ant và Pakin.